# Commiphora mukul
Commiphora mukul là một loài thực vật có hoa trong họ Burseraceae. Loài này được (Hook. ex Stocks) Engl. mô tả khoa học đầu tiên năm 1883.